# Liste des traités de paix de la Première Guerre mondiale
- Traité de Brest-Litovsk le 3 mars 1918 entre l'Empire allemand et la jeune république russe bolchevique
- Traité de Batoum le 4 juin 1918 entre l'Arménie et l'Empire ottoman rendu caduc par le traité d'Alexandropol
- Traité de Versailles le 28 juin 1919, traité de paix entre l'Allemagne et les alliés
- Traité de Saint-Germain-en-Laye le 10 septembre 1919, traité de paix entre l'Autriche et les alliés.
- Traité de Neuilly le 27 novembre 1919, traité de paix entre la Bulgarie et les alliés.
- Traité de Tartu le 2 février 1920 entre l'URSS et l'Estonie
- Traité de Trianon le 4 juin 1920, traité de paix entre la Hongrie et les alliés.
- Traité de Moscou le 26 juillet 1920 entre l'URSS et la Lituanie
- Traité de Sèvres le 10 août 1920, traité de paix entre l'ancien Empire ottoman et les alliés, remplacé par le traité de Lausanne.
- Traité de Paris le 28 octobre 1920, rattache la Bessarabie au Royaume de Roumanie
- Traité de Rapallo (1920) le 12 novembre 1920 entre l'Italie et la nouvelle Yougoslavie
- Traité d'Alexandropol le 2 décembre 1920 entre l'Arménie et la Turquie, rendu caduc par le traité de Kars
- Traité de Riga le 18 mars 1921, entre la République socialiste fédérative soviétique de Russie (RSFSR) et la Lettonie.
- Traité de Kars le 13 octobre 1921 entre la Turquie et les républiques soviétiques de Transcaucasie
- Traité de Rapallo (1922) le 16 avril 1922 entre l'Allemagne et l'URSS
- Traité de Lausanne le 24 juillet 1923, traité de paix entre la Turquie et les alliés, il révise le traité de Sèvres.